# Prenton Park
Prenton Park – stadion piłkarski w Birkenhead, Anglia, na którym rozgrywa swoje mecze drużyna Tranmere Rovers.
Rovers przenieśli się na Prenton Park w 1912 roku. Pierwsze spotkanie zostało rozegrane przeciwko Lancaster Town w ramach Lancashire Combination.
Nazwy poszczególnych trybun:
1. Main Stand - 3598 miejsc
2. Kop Stand - 5969 miejsc
3. Johnny King Stand - 2414 miejsc
4. Cowshed Stand (trybuna gości) - 2500 miejsc